# 永兴 (魏明元帝)
永兴（409年闰十月-413年十二月）是北魏明元帝拓跋嗣的年號，歷時4年餘。

## 紀年
| 永兴 | 元年  | 二年  | 三年  | 四年  | 五年  |
| ---- | ----- | ----- | ----- | ----- | ----- |
| 公元 | 409年 | 410年 | 411年 | 412年 | 413年 |
| 干支 | 己酉  | 庚戌  | 辛亥  | 壬子  | 癸丑  |

## 參看
- 中国年号索引
  - 其他时期使用的永兴年号
- 同期存在的其他政权年号
  - 义熙（405年-418年十二月）：東晉皇帝晋安帝司马德宗的年号
  - 弘始（399年九月-416年正月）：后秦政权姚兴年号
  - 更始（409年七月-412年八月）：西秦政权乞伏乾归年号
  - 永康（412年八月-419年）：西秦政权乞伏炽磐年号
  - 太平（409年十月-430年）：北燕政权冯跋年号
  - 嘉平（408年十一月-414年七月）：南凉政权秃发傉檀年号
  - 建初（405年-417年二月）：西凉政权李暠年号
  - 永安（401年六月-412年十月）：北凉政权沮渠蒙逊年号
  - 玄始（412年十一月-428年）：北凉政权沮渠蒙逊年号
  - 龙升（407年六月-413年二月）：夏国政权赫连勃勃年号
  - 凤翔（413年三月-418年十月）：夏国政权赫连勃勃年号